# 1955年最高裁判所裁判官国民審査
1955年最高裁判所裁判官国民審査（1955ねんさいこうさいばんしょさいばんかんこくみんしんさ）は、1955年（昭和30年）2月27日に第27回衆議院議員総選挙と共に執行された最高裁判所裁判官国民審査。

## 概要
1人の最高裁判所裁判官に対して国民審査が行われ、罷免しないとされた。投票率は72.21%であった。1人の裁判官が国民審査となったのは歴代で最も審査対象者が少ない国民審査である。
中央選挙管理会は地方選挙管理委員会に「投票しない人は投票用紙を受け取らないでください」との有権者の注意を通達し、国民審査の「棄権の自由」が認められるようになった。
この国民審査では総選挙と国民審査投票が性質の異なる投票であることと投票の混同を防ぐ観点から、投票用紙を別々に交付していた。しかし、審査対象裁判官が1人だったため、投票用紙を交付された後に記載所に向かったかどうかでその人の投票行動が第三者にほぼ把握されるという「投票の秘密」が侵害されているという問題が浮上し、裁判でも争われた。弁護士の滝内礼作が同年に東京高裁に異議の訴えを起こして棄却されたものの、東京高裁判決では「選挙の投票用紙と審査の投票用紙を同時に交付し、両方の投票の記入台を同一ヶ所にする等、その他投票所の設備についてくふうをこらすことによつて、投票の秘密を保護することはできる」とされ、中央選挙管理会は投票の秘密を確保する投票所の設営方を検討するようになった。
3年前に奄美群島が復帰しており、奄美群島の有権者が初めて国民審査に参加した。

## 審査対象者
| 氏名   | 任命年月日    | 学歴                   | 出身分野 | 指名内閣      |
| ------ | ------------- | ---------------------- | -------- | ------------- |
| 池田克 | 1954年11月2日 | 東京帝国大学法科大学卒 | 検察官   | 第3次吉田内閣 |

## 審査結果
| 裁判官 | 罷免を 可とする票 | 罷免を 可としない票 | 罷免を 可とする率 |
| ------ | ----------------- | ------------------- | ----------------- |
| 池田克 | 4,090,578         | 28,669,144          | 12.49%            |